# (249061) Antonyberger
(249061) Antonyberger est un astéroïde de la ceinture principale.

## Description
(249061) Antonyberger est un astéroïde de la ceinture principale. Il fut découvert le 11 octobre 2007 à la station Anderson Mesa par Larry H. Wasserman. Il présente une orbite caractérisée par un demi-grand axe de 2,77 UA, une excentricité de 0,08 et une inclinaison de 3,5° par rapport à l'écliptique.

## Compléments